# 鄧季筠
邓季筠（9世纪？—912年），唐朝末年至五代十国后梁将领，宋州下邑人。
邓季筠年轻时加入黄巢军，隶属于朱温麾下。朱温镇守汴州，署为牙将，主管骑兵。伐郓州时，生擒排阵将刘矫。大顺初年，唐昭宗命丞相张濬伐太原，朱温奉诏出师，西至高平，与晋军作战，邓季筠被晋军所擒。李克用待以宾礼，也让他作为将领。邓季筠在并州四年。景福二年（893年），晋军攻邢州，邓季筠领偏师参预此战，将及邢州，与邢州军酣战之际，邓季筠出阵，重归朱温。朱温对他大加奖赏。当时设置厅子都作为亲军，以邓季筠主管，不久改统亲骑，又升为中军将。天祐三年（906年），表奏为登州刺史，登州没有罗城，邓季筠率丁壮筑罗城，百姓为他立碑颂绩。朱温建立后梁，改邓季筠为郑州刺史，不久主兵河中，为都指挥使。晋军攻打平阳，邓季筠在洪洞获胜，拜为华州防御使。又领龙骧等诸军骑士，官至检校司空。柏乡之战，邓季筠临阵稍却，朱温也没有加罪。乾化二年（912年）春，朱温亲征镇州、定州，驻军相州，阅马时发现马瘦，将与邓季筠魏博军校何令稠、陈令勋同时斩于旗下。